# جیم بارتون (ملوان)
جیم بارتون (انگلیسی: Jim Barton؛ زادهٔ march ۳, ۱۹۵۶ (۶۹ سال)) ورزشکار اهل ایالات متحده آمریکا است.
وی در مسابقات کشوری و بین‌المللی در مجموع برندهٔ ۱ مدال برنز شده‌است.